# 西旁遮普
西旁遮普，巴基斯坦于1947年至1955年设立的一个省份。该省占地205344平方公里，包括其后的旁遮普省和伊斯兰堡首都区的绝大部分地区，但不包括原巴哈瓦尔布尔土邦。该省省会城市为拉合尔，包括拉合尔、木尔坦、拉瓦尔品第和萨戈达四个专区。该省东邻印度的东旁遮普省和查谟-克什米尔省，南接巴哈瓦尔布尔土邦，西南方为俾路支省和信德省，西北为开伯尔-普什图省，东北为自由克什米尔地区。

## 历史
1947年的印巴分治使原英属印度的旁遮普省一分为二，主要为锡克教徒和印度教徒的旁遮普省东部成为新成立国家印度的东旁遮普省，而主要为穆斯林的旁遮普省西部成为巴基斯坦自治領的西旁遮普省。西旁遮普省于1950年改称旁遮普省，1955年并入西巴基斯坦省 。西巴基斯坦省被撤销后，原西旁遮普省与原巴哈瓦尔布尔土邦所辖区域重组为新的旁遮普省。

## 人口
独立之初，西旁遮普省的主要人口为穆斯林，但仍有相当数量的印度教徒和锡克教徒。独立后，印度教徒和锡克教徒纷纷几乎全部离开西旁遮普前往印度的东旁遮普，而相应的也有很多穆斯林从东旁遮普迁到了西旁遮普。西旁遮普省的官方语言是乌尔都语，但其大部分人口使用由沙哈穆奇字母书写的旁遮普语。

## 政府
| 任期                          | 西旁遮普省长               |
| ----------------------------- | -------------------------- |
| 1947年8月15日-1947年8月2日    | 弗朗西斯·米迪爵士          |
| 1949年8月2日-1951年11月24日   | 阿布杜尔·拉布·尼什塔尔司令 |
| 1951年11月24日-1953年5月2日   | 伊斯梅尔·易卜拉欣·琼德里加 |
| 1953年5月2日-1954年6月24日    | 缅·阿米努丁                |
| 1954年9月26日-1954年11月26日  | 哈比卜·易卜拉欣·拉赫马图拉 |
| 1954年11月27日-1955年10月14日 | 穆什塔克·艾哈迈德·居尔马尼 |
| 1955年10月14日                | 西旁遮普省撤销             |

| 任期                         | 西旁遮普省首席部长     | 政党               |
| ---------------------------- | ---------------------- | ------------------ |
| 1947年8月15日-1949年1月25日  | 伊夫提哈尔·侯赛因·汗   |                    |
| 1949年4月25日-1949年1月- 5   | 省长管辖               |                    |
| 1952年4月5日-1952年4月3日    | Mian Mumtaz Daultana   | 巴基斯坦穆斯林联盟 |
| 1953年4月3日-1955年5月21日   | Malik Firoz Khan Nun   | 巴基斯坦穆斯林联盟 |
| 1955年5月21日-1955年10月14日 | Abdul Hamid Khan Dasti |                    |
| 1955年10月14日               | 西旁遮普省撤销         | 西旁遮普省撤销     |

## 当代用法
现在，巴基斯坦用“西旁遮普”一词指代除拉合尔/中部地区之外的整个巴基斯坦旁遮普省，而在印度该词仍被用来指代整个巴基斯坦旁遮普省。